# Кубок Кіровоградської області з футболу
Кубок Кіровоградської області з футболу — обласні футбольні змагання серед аматорських команд. Проводяться під егідою Асоціації футболу Кіровоградської області.

## Усі переможці
| Сезон | Володар                                               | Фіналіст                                              | Рахунок          |
| ----- | ----------------------------------------------------- | ----------------------------------------------------- | ---------------- |
| 1953  | «Трактор» (м. Кіровоград)                             | «Шахтар» (м. Олександрія)                             | 3:0              |
| 1954  | «Торпедо» (м. Кіровоград)                             | «Шахтар» (м. Олександрія)                             | 8:0              |
| 1955  |                                                       |                                                       |                  |
| 1956  | «Торпедо» (м. Кіровоград)                             | «Шахтар» (м. Олександрія)                             | 3:0              |
| 1957  |                                                       |                                                       |                  |
| 1958  |                                                       |                                                       |                  |
| 1959  |                                                       |                                                       |                  |
| 1960  | «Шахтар» (м. Олександрія)                             | «Колгоспник» (м. Долинська)                           | 3:0              |
| 1961  | «Шахтар» (м. Олександрія)                             | «Локомотив» (м. Гайворон)                             | 7:2              |
| 1962  | «Шахтар» (смт Димитрове)                              | «Колгоспник» (смт Олександрівка)                      | 5:1              |
| 1963  |                                                       |                                                       |                  |
| 1964  |                                                       |                                                       |                  |
| 1965  | «Шахтар» (смт Димитрове)                              | «Спартак ШВЛП ЦА» (м. Кіровоград)                     | 3:2              |
| 1966  |                                                       |                                                       |                  |
| 1967  | «Спартак ШВЛП ЦА» (м. Кіровоград)                     | «Спартак» (м. Кіровоград)                             | 1:0              |
| 1968  | «Локомотив» (м. Знам'янка)                            |                                                       |                  |
| 1969  | «Локомотив» (м. Знам'янка)                            | «Авангард-КремГЕСбуд» (м. Світловодськ)               | 2:1              |
| 1970  |                                                       |                                                       |                  |
| 1971  | «Авангард» (м. Світловодськ)                          | ШВЛП (м. Кіровоград)                                  | 4:2              |
| 1972  | «Шахтар» (м. Олександрія)                             | «Локомотив» (м. Знам'янка)                            | 1:0              |
| 1973  | «Шахтар» (м. Олександрія)                             | «Локомотив» (м. Знам'янка)                            | 7:1              |
| 1974  | «Шахтар» (м. Олександрія)                             | «Буревісник» (м. Кіровоград)                          | 2:1              |
| 1975  | «Буревісник» (м. Кіровоград)                          | «Шахтар» (м. Олександрія)                             | 4:2              |
| 1976  | «Радист» (м. Кіровоград)                              | «Авангард» (м. Світловодськ)                          | 4:0              |
| 1977  | «Радист» (м. Кіровоград)                              | «Шахтар» (м. Олександрія)                             | 2:1              |
| 1978  | «Радист» (м. Кіровоград)                              | «Червона зірка» (м. Кіровоград)                       |                  |
| 1979  | «Радист» (м. Кіровоград)                              | «Чайка» (м. Світловодськ)                             | 6:1              |
| 1980  | «Радист» (м. Кіровоград)                              | «Вись» (м. Мала Виска)                                | 3:2              |
| 1981  | «Радист» (м. Кіровоград)                              |                                                       |                  |
| 1982  | «Трактор» (м. Кіровоград)                             | «Дніпро» (м. Світловодськ)                            | 5:0              |
| 1983  | «Радист» (м. Кіровоград)                              | «Комінтерн» (Олександрійський район)                  |                  |
| 1984  | «Буревісник» (м. Кіровоград)                          | «Радист» (м. Кіровоград)                              | 2:1              |
| 1985  | «Радист» (м. Кіровоград)                              |                                                       |                  |
| 1986  | «Динамо» (м. Кіровоград)                              | «Буревісник» (м. Кіровоград)                          | 2:1              |
| 1987  | «Дніпро» (м. Світловодськ)                            | «Спартак» (м. Кіровоград)                             | 1:1, по пен. 6:5 |
| 1988  |                                                       |                                                       |                  |
| 1989  | «Радист» (м. Кіровоград)                              | «Спартак» (м. Кіровоград)                             | 3:1              |
| 1990  |                                                       |                                                       |                  |
| 1991  | «Спартак» (м. Кіровоград)                             | «Кранобудівельник» (м. Олександрія)                   | 4:3              |
| 1992  | «Поліграфтехніка-2» (м. Олександрія)                  | «Котовець» (с. Братолюбівка, Добровеличківський р-н)  | 3:2              |
| 1993  | «Локомотив» (м. Знам'янка)                            | «Дозатор» (м. Кіровоград)                             | 1:0, 2:2         |
| 1994  | «Локомотив» (м. Знам'янка)                            | «Спартак» (м. Бобринець)                              | 3:0, 1:1         |
| 1995  | «Буревісник-Ельбрус» (м. Кіровоград)                  | «Енергобудівник» (м. Світловодськ)                    | 1:1, по пен. 4:3 |
| 1996  | «Локомотив» (м. Знам'янка)                            | «Буревісник-Ельбрус» (м. Кіровоград)                  | 1:0              |
| 1997  | «Локомотив» (м. Знам'янка)                            | «Юлія-Новатор» (м. Бобринець)                         | 3:1              |
| 1998  | «Буревісник-Ельбрус» (м. Кіровоград)                  | «Ікар-МАКБО» (м. Кіровоград)                          | 1:0              |
| 1999  | «Русь» (с. Микільське, Світловодський р-н)            | «Геркулес» (м. Новоукраїнка)                          | 3:1              |
| 2000  | «Ікар-МАКБО» (м. Кіровоград)                          | «Артеміда» (м. Кіровоград)                            | 2:1              |
| 2001  | «Ікар-МАКБО» (м. Кіровоград)                          | «Динамо-Олімп» (м. Світловодськ)                      | 9:0              |
| 2002  | «Ікар-МАКБО» (м. Кіровоград)                          | «Джерело» (смт Олександрівка)                         | 4:0              |
| 2003  | «Птако-Ятрань» (м. Кіровоград)                        | «Ікар-МАКБО» (м. Кіровоград)                          | 1:0 в д.ч.       |
| 2004  | «Зоря» (м. Гайворон)                                  | «Ікар-МАКБО» (м. Кіровоград)                          | 0:0, по пен. 4:2 |
| 2005  | «Птако-Ятрань» (м. Кіровоград)                        | «Ікар-ДЛАУ» (м. Кіровоград)                           | 0:0, по пен. 4:2 |
| 2006  | «Сатурн» (с. Червона Кам'янка)                        | «Ікар-ДЛАУ» (м. Кіровоград)                           | 2:2, по пен. 4:3 |
| 2007  | «Ікар-ДЛАУ» (м. Кіровоград)                           | ФК «Знам'янка» (м. Знам'янка)                         | 1:0              |
| 2008  | «Олександрія-Аметист» (м. Олександрія)                | «Ікар-ДЛАУ» (м. Кіровоград)                           | 2:1              |
| 2009  | «УкрАгроКом» (с. Головківка, Олександрійський р-н)    | «Олександрія-Аметист» (м. Олександрія)                | 2:1              |
| 2010  | «УкрАгроКом» (с. Головківка, Олександрійський р-н)    |                                                       |                  |
| 2011  | «УкрАгроКом» (с. Головківка, Олександрійський р-н)    |                                                       |                  |
| 2012  | «Локомотив-Хлібодар» (м. Знам'янка)                   | «Шахтар» (смт Смоліне, Маловисківський р-н)           | 8:1              |
| 2013  | «Буревісник» (с. Петрове, Знам'янський р-н)           | «Ікар» (м. Кіровоград)                                | 2:0              |
| 2014  | «АФ П'ятихатська» (с. Володимирівка, Петрівський р-н) | «Буревісник» (с. Петрове, Знам'янський р-н)           | 1:1 (пен. 4:2)   |
| 2015  | «Буревісник» (с. Петрове, Знам'янський р-н)           | ФК «Головківка» (с. Головківка, Олександрійський р-н) | 4:2              |
| 2016  | «Інгулець-3» (смт Петрове)                            | «Шляховик» (м. Олександрія)                           | 1:0              |
| 2017  |                                                       |                                                       |                  |
| 2018  |                                                       |                                                       |                  |
| 2019  | «Шляховик» (м. Олександрія)                           | ФК «Новоукраїнка» (м. Новоукраїнка)                   | 4:1              |
| 2020  |                                                       |                                                       |                  |